# 17.ª etapa del Giro de Italia 2024
La 17.ª etapa del Giro de Italia 2024 tuvo lugar el 22 de mayo de 2024 y consistió en una etapa de montaña con inicio en Selva di Val Gardena y final en alto de Brocon Pass sobre un recorrido de 159 km. La etapa fue ganada por el Alemán Georg Steinhauser del equipo EF Education-EasyPost desde la escapada llegando en solitario a meta, mientras que el esloveno Tadej Pogačar mantuvo el liderato.

## Clasificación de la etapa
| Selva di Val Gardena - Brocon Pass | etapa de montaña | (159 km) |

| \| Clasificación de la etapa \| Clasificación de la etapa \| Clasificación de la etapa \| Clasificación de la etapa \| Clasificación de la etapa \| \| Ciclista \| Ciclista \| Equipo \| Tiempo \| \| \| ------------------------- \| ------------------------- \| ------------------------- \| ------------------------- \| ------------------------- \| \| 1.º \| Georg Steinhauser \| EF Education-EasyPost \| 4 h 28 min 51 s \| \| \| 2.º \| Tadej Pogačar \| UAE Team Emirates \| + 1 min 24 s \| \| \| 3.º \| Antonio Tiberi \| Bahrain Victorious \| + 1 min 42 s \| \| \| 4.º \| Geraint Thomas \| Ineos Grenadiers \| + 1 min 42 s \| \| \| 5.º \| Daniel Felipe Martínez \| Bora-Hansgrohe \| + 1 min 42 s \| \| \| 6.º \| Einer Rubio \| Movistar Team \| + 1 min 42 s \| \| \| 7.º \| Romain Bardet \| Team dsm-firmenich PostNL \| + 1 min 42 s \| \| \| 8.º \| Thymen Arensman \| Ineos Grenadiers \| + 1 min 55 s \| \| \| 9.º \| Jan Hirt \| Soudal Quick-Step \| + 1 min 55 s \| \| \| 10.º \| Rafał Majka \| UAE Team Emirates \| + 1 min 55 s \| \| |                        |                           |                 |
| |                        |                           |                 |
| Fuentes: ProCyclingStats Cycling Quotient |                        |                           |                 |
| Clasificación de la etapa |                        |                           |                 |
| Ciclista | Ciclista               | Equipo                    | Tiempo          |
| 1.º | Georg Steinhauser      | EF Education-EasyPost     | 4 h 28 min 51 s |
| 2.º | Tadej Pogačar          | UAE Team Emirates         | + 1 min 24 s    |
| 3.º | Antonio Tiberi         | Bahrain Victorious        | + 1 min 42 s    |
| 4.º | Geraint Thomas         | Ineos Grenadiers          | + 1 min 42 s    |
| 5.º | Daniel Felipe Martínez | Bora-Hansgrohe            | + 1 min 42 s    |
| 6.º | Einer Rubio            | Movistar Team             | + 1 min 42 s    |
| 7.º | Romain Bardet          | Team dsm-firmenich PostNL | + 1 min 42 s    |
| 8.º | Thymen Arensman        | Ineos Grenadiers          | + 1 min 55 s    |
| 9.º | Jan Hirt               | Soudal Quick-Step         | + 1 min 55 s    |
| 10.º | Rafał Majka            | UAE Team Emirates         | + 1 min 55 s    |

## Clasificaciones al final de la etapa

### Clasificación general(Maglia Rosa)
| \| Clasificación general \| Clasificación general \| Clasificación general \| Clasificación general \| Clasificación general \| \| Ciclista \| Ciclista \| Equipo \| Tiempo \| \| \| --------------------- \| ---------------------- \| -------------------------- \| --------------------- \| --------------------- \| \| 1.º \| Tadej Pogačar \| UAE Team Emirates \| 63 h 31 min 18 s \| \| \| 2.º \| Daniel Felipe Martínez \| Bora-Hansgrohe \| + 7 min 42 s \| \| \| 3.º \| Geraint Thomas \| Ineos Grenadiers \| + 8 min 04 s \| \| \| 4.º \| Ben O'Connor \| Decathlon-AG2R La Mondiale \| + 9 min 47 s \| \| \| 5.º \| Antonio Tiberi \| Bahrain Victorious \| + 10 min 29 s \| \| \| 6.º \| Thymen Arensman \| Ineos Grenadiers \| + 11 min 10 s \| \| \| 7.º \| Romain Bardet \| Team dsm-firmenich PostNL \| + 12 min 42 s \| \| \| 8.º \| Einer Rubio \| Movistar Team \| + 13 min 33 s \| \| \| 9.º \| Filippo Zana \| Team Jayco AlUla \| + 13 min 52 s \| \| \| 10.º \| Jan Hirt \| Soudal Quick-Step \| + 14 min 44 s \| \| |                        |                            |                  |
| |                        |                            |                  |
| Fuentes: ProCyclingStats Cycling Quotient |                        |                            |                  |
| Clasificación general |                        |                            |                  |
| Ciclista | Ciclista               | Equipo                     | Tiempo           |
| 1.º | Tadej Pogačar          | UAE Team Emirates          | 63 h 31 min 18 s |
| 2.º | Daniel Felipe Martínez | Bora-Hansgrohe             | + 7 min 42 s     |
| 3.º | Geraint Thomas         | Ineos Grenadiers           | + 8 min 04 s     |
| 4.º | Ben O'Connor           | Decathlon-AG2R La Mondiale | + 9 min 47 s     |
| 5.º | Antonio Tiberi         | Bahrain Victorious         | + 10 min 29 s    |
| 6.º | Thymen Arensman        | Ineos Grenadiers           | + 11 min 10 s    |
| 7.º | Romain Bardet          | Team dsm-firmenich PostNL  | + 12 min 42 s    |
| 8.º | Einer Rubio            | Movistar Team              | + 13 min 33 s    |
| 9.º | Filippo Zana           | Team Jayco AlUla           | + 13 min 52 s    |
| 10.º | Jan Hirt               | Soudal Quick-Step          | + 14 min 44 s    |

### Clasificación por puntos(Maglia Ciclamino)
| Clasificación por puntos | Clasificación por puntos | Clasificación por puntos      | Clasificación por puntos | Clasificación por puntos |
| Ciclista                 | Ciclista                 | Equipo                        | Puntos                   |                          |
| ------------------------ | ------------------------ | ----------------------------- | ------------------------ | ------------------------ |
| 1.º                      | Jonathan Milan           | Lidl-Trek                     | 284 pts                  |                          |
| 2.º                      | Kaden Groves             | Alpecin-Deceuninck            | 175 pts                  |                          |
| 3.º                      | Julian Alaphilippe       | Soudal Quick-Step             | 113 pts                  |                          |
| 4.º                      | Tadej Pogačar            | UAE Team Emirates             | 111 pts                  |                          |
| 5.º                      | Filippo Fiorelli         | VF Group-Bardiani CSF-Faizanè | 98 pts                   |                          |
| 6.º                      | Tim Merlier              | Soudal Quick-Step             | 93 pts                   |                          |
| 7.º                      | Andrea Pietrobon         | Team Polti Kometa             | 91 pts                   |                          |
| 8.º                      | Jhonatan Narváez         | Ineos Grenadiers              | 66 pts                   |                          |
| 9.º                      | Davide Ballerini         | Astana Qazaqstan Team         | 63 pts                   |                          |
| 10.º                     | Mirco Maestri            | Team Polti Kometa             | 58 pts                   |                          |

### Clasificación de la montaña(Maglia Azzurra)
| Clasificación de la montaña | Clasificación de la montaña | Clasificación de la montaña   | Clasificación de la montaña | Clasificación de la montaña |
| Ciclista                    | Ciclista                    | Equipo                        | Puntos                      |                             |
| --------------------------- | --------------------------- | ----------------------------- | --------------------------- | --------------------------- |
| 1.º                         | Tadej Pogačar               | UAE Team Emirates             | 230 pts                     |                             |
| 2.º                         | Giulio Pellizzari           | VF Group-Bardiani CSF-Faizanè | 148 pts                     |                             |
| 3.º                         | Georg Steinhauser           | EF Education-EasyPost         | 130 pts                     |                             |
| 4.º                         | Nairo Quintana              | Movistar Team                 | 114 pts                     |                             |
| 5.º                         | Christian Scaroni           | Astana Qazaqstan Team         | 92 pts                      |                             |
| 6.º                         | Simon Geschke               | Cofidis                       | 78 pts                      |                             |
| 7.º                         | Julian Alaphilippe          | Soudal Quick-Step             | 77 pts                      |                             |
| 8.º                         | Daniel Felipe Martínez      | Bora-Hansgrohe                | 72 pts                      |                             |
| 9.º                         | Valentin Paret-Peintre      | Decathlon-AG2R La Mondiale    | 55 pts                      |                             |
| 10.º                        | Romain Bardet               | Team dsm-firmenich PostNL     | 47 pts                      |                             |

### Clasificación de los jóvenes(Maglia Bianca)
| Clasificación del mejor joven | Clasificación del mejor joven | Clasificación del mejor joven | Clasificación del mejor joven | Clasificación del mejor joven |
| Ciclista                      | Ciclista                      | Equipo                        | Tiempo                        |                               |
| ----------------------------- | ----------------------------- | ----------------------------- | ----------------------------- | ----------------------------- |
| 1.º                           | Antonio Tiberi                | Bahrain Victorious            | 63 h 41 min 47 s              |                               |
| 2.º                           | Thymen Arensman               | Ineos Grenadiers              | + 41 s                        |                               |
| 3.º                           | Filippo Zana                  | Team Jayco AlUla              | + 3 min 23 s                  |                               |
| 4.º                           | Davide Piganzoli              | Team Polti Kometa             | + 12 min 09 s                 |                               |
| 5.º                           | Valentin Paret-Peintre        | Decathlon-AG2R La Mondiale    | + 30 min 43 s                 |                               |
| 6.º                           | Alex Baudin                   | Decathlon-AG2R La Mondiale    | + 40 min 14 s                 |                               |
| 7.º                           | Giovanni Aleotti              | Bora-Hansgrohe                | + 47 min 24 s                 |                               |
| 8.º                           | Kevin Vermaerke               | Team dsm-firmenich PostNL     | + 55 min 31 s                 |                               |
| 9.º                           | Edoardo Zambanini             | Bahrain Victorious            | + 1 h 02 min 20 s             |                               |
| 10.º                          | Mauri Vansevenant             | Soudal Quick-Step             | + 1 h 02 min 50 s             |                               |

### Clasificación por equipos"Súper team"
| Clasificación por equipos | Clasificación por equipos     | Clasificación por equipos | Clasificación por equipos |
| Equipo                    | Equipo                        | Tiempo                    |                           |
| ------------------------- | ----------------------------- | ------------------------- | ------------------------- |
| 1.º                       | Decathlon-AG2R La Mondiale    | 191 h 23 min 01 s         |                           |
| 2.º                       | Ineos Grenadiers              | + 16 min 46 s             |                           |
| 3.º                       | UAE Team Emirates             | + 34 min 11 s             |                           |
| 4.º                       | Bahrain Victorious            | + 1 h 00 min 28 s         |                           |
| 5.º                       | Team dsm-firmenich PostNL     | + 1 h 16 min 22 s         |                           |
| 6.º                       | Astana Qazaqstan Team         | + 1 h 17 min 07 s         |                           |
| 7.º                       | Movistar Team                 | + 1 h 33 min 36 s         |                           |
| 8.º                       | Bora-Hansgrohe                | + 1 h 42 min 41 s         |                           |
| 9.º                       | VF Group-Bardiani CSF-Faizané | + 1 h 55 min 52 s         |                           |
| 10.º                      | Soudal Quick-Step             | + 2 h 02 min 07 s         |                           |

## Abandonos
- David Dekker (Arkéa-B&B Hotels) no terminó la etapa.[2]